# Falkwiller
Falkwiller település Franciaországban, Haut-Rhin megyében. Lakosainak száma 211 fő (2022. január 1.). Falkwiller Hecken, Gildwiller, Balschwiller, Buethwiller, Traubach-le-Haut és Guevenatten községekkel határos.

## Népesség
A település népességének változása:
| Lakosok száma | 178  | 187  | 201  | 191  | 194  | 207  | 208  | 210  | 211  |
|               | 2013 | 2015 | 2016 | 2017 | 2018 | 2019 | 2020 | 2021 | 2022 |